# Stemmer Ödön
Stemmer Ödön (Budapest, 1881 – Budapest, 1961. január 23.), a magyar tudományos antikváriusok „nagy öregje” még a századforduló előtt, 1895-ben, tizennégy éves korában kezdte pályafutását könyvkereskedő tanoncként. 1911-ben már önálló üzletet nyitott, s cégtáblájára ezt íratta: Stemmer Ödön művészeti és tudományos antiquarium. Munkássága főként a tudományos és bibliofil antikvárius körére terjedt ki. Kapcsolatban volt csaknem minden múzeumunkkal, tudományos intézetünkkel, s állományuk gyarapítása mellett sikerrel terjesztette tudományos kiadványaikat is. Gyűjtőkörútjain bejárta egész Európát, üzletében ismert politikusok, írók és művészek fordultak meg. Európa-szerte ismert antikváriuma a második világháború alatt elpusztult. A felszabadulás után a Múzeum körúti Központi Antikváriumban dolgozott. Élete utolsó éveiben írta meg emlékiratait, de könyvének megjelenését már nem élhette meg: 1961-ben meghalt.

## Indulásának évei (1895–1907)
Mindössze csupán 4 polgárit végzett. Pályára kerülését nem előzték meg hosszas pályaválasztási találgatások, tönkrement szappangyáros kisiparos és súlyosan beteg apja egy újsághirdetést olvasva ezzel a kérdéssel fordult felé: Akar-e könyvárus lenni? 1895 nyarán történt ez, amikor negyedik osztályát elvégezve a fiatal Ödön nyári szünidejét könyvek olvasásával töltötte. Mivel könyvekhez csak nehezen tudott hozzájutni, a könyvárusi szakma azt jelentette, hogy ezentúl mindig könyvek között élhet, ezért számára elképzelhetetlennek tűnt mással mint igennel felelni.
Tanoncéveit a hajdani Váczi körúti modern antikváriumok egyikében töltötte, melyet a városszerte fellelhető tucatkönyvesboltok egyikének írt le. Ezek az üzletek ponyvaként tálalták az olyan klasszikusokat is mint Dosztojevszkij, Zola vagy Maupassant gyakran megnyirbált tartalommal. Ezen silány minőségű kiadványok előnye az olcsóságuk volt, mellyel azonban olvasásra szoktatták a szegényebb rétegeket is. Az ilyen profilú boltok ki voltak rekesztve a szakma akkori elismert könyvárusi szervezeteiből, mint például a Magyar Könyvkereskedők Egyesületéből, mely számukra azt jelentette, hogy az egyesület tagkiadóitól nem juthattak közvetlenül kiadványokhoz.
1899-ben átkerül egy hasonló profilú ám felkészültebb üzletbe, ugyancsak a Váczi körúton.
1901-ben az újonnan megalakuló Társadalomtudományi Társaság tagja lett, amely könyvtárának megszervezésével bízták meg. A társaságon keresztül került baráti kapcsolatba Ady Endrével.
Ugyanebben az időszakban találkozott könyvárusi feladataiból adódóan Jókai Mórral, Mikszáth Kálmánnal, Miklós Andorral, Szép Ernővel, Adorján Andorral, Molnár Ferenccel, Karinthy Frigyessel, Nagy Endrével, Révész Bélával és Gárdonyi Gézával.
1905-ben átkerült Dobrovszky Ágost jó nevű antikváriusi cégéhez, ahol rövid idő alatt komoly szaktudásra tett szert a régi nyomtatványok terminológiájával és kezelésével kapcsolatban.
A kezdetleges körülmények között történő indulás ellenére a fiatal Stemmerben kialakult egyfajta hivatástudat a könyvekkel való hivatásszerű foglalkozással kapcsolatban, melyre az ezredéves ünnepségekre készülő főváros hangulata is hatást gyakorolt.

## Önálló működésének első évei (1906–1920)
1906-ban vált meg a Dobrovszky-cégtől és határozta el önállóságát. Ugyan tőkével nem sokkal rendelkezett, de széles körű vevőismeretével és megfelelőnek mondható szakképzettségével pótolhatónak érezte anyagi szűkösségét. Elsősorban más, szakképzetlen antikváriusok raktárkészleteiből építette ki sajátját, ahol gyakran nagy mennyiségű kiváló, ám kiaknázatlan anyag halmozódott fel. Később azonban már megengedhette magának könyvgyűjtemények felvásárlását is.
Ez időben szegődött mellé fivére, Stemmer Henrik, akit magával ragadott Ödön érdeklődése a szakma iránt. Henrik látván hogy Ödön idejét a vállalkozás merkantilis oldala foglalja le a szakma elméleti oldalára specializálta magát. Az ő feladata volt egyebek között a beszerzett régi nyomtatványok tanulmányozása, mellyel Ödön nagyon elégedett volt. Fivére időközben megszerzett jártassága nagy szerepet játszott vállalkozásuk sikerében.
1910-ig három katalógust is megjelentetett, melyek vállalkozásának népszerűségét is nagy mértékben növelték és rengeteg szakértő érdeklődővel hozták kapcsolatba, a közkönyvtárakat nem is említve. A Magyar Tudományos Akadémia egyik részlegével már 1900-ban érintkezésben állt. 1900-ban ugyanis az MTA kiküldött egy felhívást a könyvkereskedők felé, hogy az eddig ismeretlen Széchényi Ferencre vonatkozó kiadványokat adják át az Akadémiának megvételre a Széchenyi-múzeum gyarapítása céljából. Az ekkor még ifjú Stemmer példás gyűjtőmunkát végzett, mellyel a múzeumigazgató érdeklődését is felkeltette. 1909-ben továbbá ő és Henrik fivére közreműködésével juttatott egy eddig ismeretlen Széchényi kiadványt az Akadémia tulajdonába.

Az Országos Széchényi Könyvtárral is élénk kereskedelmi kapcsolatban állt, a világháború után azonban anyagiról cserealapúra változott a tranzakciók jellege.
A Széchenyi Könyvtárral való kapcsolatához tartozott még egy kényes ex libris ügy, amikor 1922-ben kénytelen volt átengedni gyűjteményét a könyvtár számára. Stemmer nem érdeklődött kifejezetten az ex librisek iránt és passzívan állt hozzá gyűjtésükhöz; sose kezdeményezett cserét, de mindig eleget tett a felkéréseknek.
1911. augusztus elsején nyitotta meg az akkori Fürdő utca 9. szám alatti üzletét, mivel vállalkozása eddig a lakásán működött. Kirakatát kortársaitól eltérően muzeális jelleggel alakította ki, csak válogatott érdekes kiadványokat és metszeteket rakott ki, melyekhez rövid magyarázó szöveget is mellékelt, a kiállított anyagokat pedig folyamatosan cserélte.
1914 számára nem csak a háború kitörése szempontjából volt jelentős év, hanem mert ekkor adta ki IV. számú katalógusát Magyarország politikai, gazdasági és kulturális élete 1711-től 1867-ig címmel 84 oldalon 2224 tétellel, melyre a tudományos világ is felfigyelt.
Fivérével együtt szolgálatra alkalmasnak nyilvánították, azonban nagyban a szerencsén is múlt, hogy nem kellett bevonulnia. Egy sorozási eljárást jól ismerő vevője tájékoztatta egy lehetőségről, mellyel felmentést szerezhetett a katonai szolgálat alól. A felmentést meg is kapta, melyet akkori szakmai működésének legnagyobb elismerésének tekintett. Mikor bevonulása végül elkerülhetetlenné vált, a háború véget ért. Fivére ekkor tért vissza 4 év után Szerbiából.
A kezdeti pangás ellenére az egyre inkább felhígított pénz folyamatosan élénkítette az üzleti életet, mígnem a háború végére az árak irreális magaslatokba szöktek. Az emberek elvesztették bizalmukat a hivatalos fizetőeszközükben és próbálták vagyonukat átmenteni olyan értékekbe, mint amilyenek a ritka könyvek is voltak.
A Tanácsköztársaság alatt mint szakértő tanácsadó vett részt az antikváriusi szakma átszervezését illető kérdésekben, azonban a rövid idő alatt jóformán semmi sem valósult meg. Stemmer fontosnak tartotta a szakkönyvtári rendszerhez hasonló szakantikváriusi rendszer kialakítását, ahol egy-egy szakterülettel csak annak szakértői foglalkoztak volna.

## A húszas években (1920–1930)
Stemmer szocialistaként rossz véleménnyel volt a Horthy-korszakról, kiemelten a kezdeti időszak katasztrofális közbiztonságáról és korruptságáról emlékezett meg.
1920-ban a régi könyvet luxuscikknek nyilvánították. Több-kevesebb sikerrel, de itt is szakértőként segédkezett a törvénytervezet előkészítésekor.
1921-ben részt vett a Könyvárus Egyesület könyvészeti előadásainak megszervezésében, mely egy színvonalas szakmai programsorozat volt.
1922-ben többedmagával elkezdte a Könyvárus Egyesület szakkönyvtárának megszervezését, mely a tagok számára hasznos forrásként szolgálhatott volna antikváriusi munkásságukhoz. 1928-ra valósult csak meg nagy anyagi nehézségek árán a szakkönyvtár létrehozása.
Ekkoriban építette ki széles körű nemzetközi kapcsolathálózatát, mely egyrészt az emigráns szerzők műveinek szőnyeg alatti terjesztéséből, másrészt az újonnan alakult csehszlovák állam kulturális intézményeinek vonatkozó magyar anyagokkal való kiszolgálásából állt. Sokat utazott külföldre, hogy a továbbra is instabil gazdasági helyzetben saját maga járhasson el a tranzakciókban. A monarchia széthullása utáni vámhuzavona és a folyamatosan változó vámkezelés sok kereskedővel egyetemben őt is megviselte.
A numerus clausus életbe léptetése után részt vett az Országos Magyar Izraelita Közművelődési Egyesület művészeti kiadványainak megjelentetésében, melynek hasznát a külföldre vetődött zsidó ifjúság megsegítésére fordították.
1926-ban bekapcsolódott a régészeti kiadványok terjesztésébe. Javaslatára nyolcadrét helyett negyedrét formátumban és a cikkek teljes idegen nyelvű fordításában jelent meg a nemzetközileg is elismertté vált Archeologica Hungarica folyóirat. Ezen felül közreműködött a Dissertationes Pannonicae kiadványsorozat megjelentetésében, valamint a szegedi egyetem Dolgozatok című folyóiratának terjesztésében is.

## Az 1930-as években
1931-ben az azóta Fürdő utcáról Tisza István utcára nevet váltott 9. szám alól a 14. szám alá költöztette üzletét. Ennek oka az volt, hogy a ház bérbeadója az üzlet prosperálásának okát kizárólag az üzlethelyiségben látta és ultimátumszerű bérleti díj emelést postázott ki neki. Szerencséjére a gazdasági világválság következtében bőven válogathatott a kiadó üzlethelyiségek között. Akadt is egy korábbinál nagyobb hely az utca túloldalán, így vevőinek sem jelentett különösebb változást a költözés.
1935-ben III. Viktor Emánuel olasz király látogatására numizmatikai, a Savoyai-házzal összefüggő, valamint Maria Pavlovna főhercegnőre vonatkozó anyagok keresésével bízzák meg. Olyan elégedettek voltak munkájával, hogy másfél év után az olasz trónörökös, Umberto herceg magántitkára kereste fel további, a Savoyai családdal összefüggő anyagokkal kapcsolatban.
1935-ben ellenkezése és szabotálása ellenére a Könyvárus Egyesület megünnepelte 40 éves működésének jubileumi évfordulóját.
Ezekben az években ajánlott fel neki megvételre a Magyar Nemzeti Múzeum Széchenyi Könyvtára egy gyűjteménytöredéket, melyet másfél évtizeddel korábban koboztak el a szabadkőműves-székházból és jutott valahogy a könyvtár birtokába. Stemmer azonnal elállt a megvételtől, mert egyrészt hatalmas muzeális értékű kincsről volt szó, másrészt ezeket a kiadványokat a szabadkőművesek egymás közti zárt terjesztésére szánták, melyek tulajdonosaikat illetik, így mind a könyvtár, mind saját tulajdonába jogszerűtlenül került volna.
1937-ben részt vett a Magyar Nemzeti Nyomtatványkiállításon.
Ezen túl az 1930-as években rengeteg folyóiratnak lett főbizományosa és elsőfokú terjesztője. Ilyen volt például az Archivum Europae Centro-Orientalis is. Külföldi kapcsolatait ez időben Románia és Erdély felé bővítette
Az évtized második felében egyre jobban érezhető volt számára a társadalmi széttagoltság. Ugyan a zsidóságot sújtó intézkedések gazdaságilag nem érintették, mégis próbálta kivonni magát még a szakmájához tartozó közügyek alól is. Hivatalos megbízatásai viszont nem mindig tették ezt lehetővé, mint amikor például bírósági szakértőnek delegálták.

## A II. világháború és előszele (1938-1944)
1939-ben a metszetkereskedelmet külön iparjogosítványhoz kötötte egy rendelet. A szakma nevében beadvánnyal élt a Kereskedelmi Minisztériumhoz és a Vallás- és Közoktatási Minisztériumhoz is, ahonnan a rendelet valójában kiindult. Beadványa sikeres volt, a rendeletért felelős tisztviselő „csak a régiségek dzsungelében akart rendet teremteni”. Ezután a Kereskedelmi Minisztérium a rendeletek kibocsátása előtt többször szakvéleményt kért a Könyvárus Egyesülettől.
1941-ben az állami kiadványok főbizományosságát a német Harrassowitz cégre bízták. Stemmer nagyon rossz véleménnyel volt a cégről, mert ugyan régen nagy megbecsülésnek örvendett, az akkori fiatal örökös negatív kampányt és piszkos üzleti módszereket használt, az akkori uralkodó ideológia kihasználásán túl.
Ennek ellenére a megbízások sokéves megszokásból továbbra is Stemmerhez futottak be, még Németországból is. Az itthoni kiadók ezen felül „fájdalomdíj” gyanánt nagyobb kedvezményekben is részesítették kiadványaikra.
1942 körül nagyarányú könyvlopást leplezett le az egyik klinikai könyvtárból. Stemmer lesújtó véleménnyel volt a közintézmények és elsősorban a könyvtárak gondatlanságáról, mivel sokszor próbáltak meg neki lopott anyagot eladni, melyeket a legamatőrebb módokon hoztak ki a könyvtárakból.
1944 felé közeledve egyre több nyilas érzelmű sajtótermék kezdett megjelenni, melyek „népszerűségét” egyes antikváriusok megpróbálták kihasználni és úgy beállítani áraik felnyomásához, mintha a náci és nyilas irodalomnak komoly bibliográfiája és lelkes gyűjtőköre lenne. 1943-ban Hitler Mein Kampfjának első kiadásáért 12.000 pengős árat blöfföltek, ami még 1945-ben, a nyilas uralom vége után is 50 000 pengőre nőtt.

## A német megszállás alatt
Stemmer németellenes élccel jegyzi meg, hogy a hazai németbarátok is mennyire elvesztették realitásérzékük és csak a végső győzelemre tudtak gondolni még akkor is, amikor a németek megszállták az országot.
1944 április 5-én egy rendelettel a zsidó lakosságot sárga csillag viselésére kötelezték. Ugyanezen a napon elrendelték a „zsidó boltok” bezárását és áruik leltározását. A leltározásra csak négy és fél nap állt rendelkezésre, így megfeszített munkával egy felületes 9 oldalas leltárt produkált, mely készletének úgy felét fedhette le. Mindebben kiemelte fia, Ottó, valamint Vándor Sándor munkatársa segítségét, akire a háború alatt végig számíthatott.
1944 május 4-én éjjel bombázták először az angolok Budapestet. Ennek során betört üzletének két nagy kirakata is, melynek kulcsait jobb híján magánál tartotta. Május 9-én behívták a németek által végrehajtó szervként létrehozott Zsidó Tanácshoz, ahol felvilágosították, hogy két magas rangú német SS tiszt érdeklődött a kirakatában korábban látott, őket érdeklő könyvek és metszetek iránt. A sors különös és morbid fintora lett végül, hogy Stemmer utolsó vevője az erotikus irodalom után érdeklődő Heinrich Himmler volt. A regénybe illő események után a németek még ki is fizették a kiválasztott anyagot, ami rendkívül szokatlan volt, mivel még „barátaiknak” is csak fizetési ígéreteket adtak, nemhogy egy sárga csillagosnak.

## Elhurcoltatása
1944 júniusának közepén egy detektív kereste fel, aki üzletébe kísérte a raktárkészlet cenzúrázásához. Többek között a Nyugat folyóirat egész sorozatát kidobták annak szerkesztője, Osvát Ernő származása miatt. Megrótták a Vörös Újság teljes sorozatának birtoklásáért, amiről a siettetett leltározás közben megfeledkezett, ám több száz másik folyóirat megléte mellett nem firtatták tovább. Ekkor járt utoljára üzletében.
Nem sokkal később egy rendelettel a zsidó lakosságot sárga csillagos házakba kényszerítették. Stemmer a Teleki Pál utca 3. szám alá került. A tömegnyomort nehezen viselte, ezért értelmiségiek társaságát kereste.
1944. október 15-én a nyilasok átvették a hatalmat. Ottó fia is ekkor tért vissza a romániai munkaszolgálatból, akit a Dunántúlra küldtek volna tovább. Stemmer magának nem próbált meg svájci menlevelet szerezni, mert bizonytalan értékűnek találta azt, fia számára viszont beállt a svájci követség Vadász utcai épületénél sorban állók közé, ahol lecsaptak rájuk a nyilasok.
Az Óbudai Téglagyárba vitték, majd az országúton Bécs felé terelték annak ellenére, hogy az ötven évnél idősebb férfiakat nem volt szabad deportálni. Stemmer még hetven éveseket is látott napi 20-30 kilométereket gyalogolni. Minden vagyona a zsebében maradt pár száz pengő volt, aminek köszönhetően három napig még rendesen tudott enni. Örömmel írt a falusiak segítőkészségéről is. Előrehaladott kora miatt azonban így sem bírta végig, egy német teherautó majdnem elgázolta, majd Neszmély környékén negyedmagával kidőlt a kukoricásban. Másnap csatlakoztak a következő csoporthoz, de három nap után megint lemaradt. A következő nap viszont eltévedtek. Egy német katonától kért és kapott útbaigazítást, aki megnyugtatta hogy nem tart már soká, többet viszont nem mondhatott, mert két magyar nemzetőr bukkant fel. Fél órával később megérkeztek a Győr melletti Gyönyüre, ahol egy uszályban öt napot kellett eltölteniük folyamatos járványok közepette. Itt is megpróbált értelmiségi társaságot keresni, hogy megóvja magát az idegösszeomlástól.
Egy külföldi vöröskeresztes bizottság ellenőrzésének köszönhetően végül a hatvan évnél idősebbeket visszaküldték Budapestre, így egyelőre megmenekült.
Hazatérése után öccsénél bujdosott, akit felesége miatt nem deportáltak. Pár hét múlva azonban zsidók rejtegetése miatt feljelentették őket. Öccsével sértetlenül megúszták, sógornőjét azonban órákig súlyosan bántalmazták.
1944. december 6-án gettóba került. „Szerencséjére”, ugyanis a Teleki utcai lakóházukban lakó többi zsidó személyt pár nap múlva a Dunaparton agyonlőtték. A gettót 1945. január 18-án szabadították fel szovjet katonák.

## A felszabadulás után (1945-1961)
A háború nem csak üzletét és Ottó fiát, hanem az egész fővárost elpusztította rengeteg magángyűjteménnyel egyetemben, melyek bővítéséhez az előző évtizedekben hozzájárult. Az újjáéledő Budapesttel viszont az ő életkedve is visszatért.
Először hitelt próbált szerezni az újrakezdéshez, azonban mivel az üzletág nem tartozott a közszükségleteket kielégítők közé, ezért megtagadták tőle, mely indoklást el is fogadott. Végül régi kollégája, Sugár Jenő alkalmazta a Rózsavölgyi és Társa cégnél. 1945 augusztus elsején tehát újra munkába állt, két sor könyvvel és egy mappányi metszettel mint készlettel. 50 éves szakmai évfordulóját is ekkor ünnepelte, ezúttal csak Kemény Béla társaságában.
A postaforgalom újraindulásával ismét felvette külföldi kapcsolatait, ahol nagy érdeklődés mutatkozott a kimaradt évek anyagai után. 3 évig, az államosításáig dolgozott a Rózsavölgyi és Társa cégnél, majd saját lakásán folytatta munkáját, ám egyre kevésbé akarta újrakezdeni. Elhatározta, hogy mindaddig otthon dolgozik, míg neki megfelelő állami tudományos antikvárium nem jön létre, ahol hasznosíthatja szaktudását.
1950 augusztusában nyílt meg a Múzeum körút 21. alatt az Állami Antikvárium. Azonnal visszaadta iparengedélyét majd elfogadva a meghívást december elsején örömmel vonult be dolgozni. 1952-ben Központi Antikvárium néven szervezték újra az intézményt. 1960-as visszavonulásáig dolgozott itt és elsősorban a régi nyomtatványok kereskedelmi árainak meghatározásával foglalkozott.

## Mint tudományos antikvárius
Tudományos antikváriusnak tekintette magát, melynek tudományos jellegét a szakképzettség mellett a jól feldolgozott és szakcsoportosított raktárkészletben, a vevőkör igényeinek rendszeres nyilvántartásában és a készlet szakszerű katalógusok segítségével történő nyilvánosságra hozatalában látta. Emellett fontos szempontnak tartotta még egy bizonyos általános műveltség, kulturális érzék meglétét, valamint a kifogástalan memóriát. Az antikváriusnak tisztában kell lennie készletének tartalmával, mely még a legalaposabb nyilvántartás mellett is sokszor csak a jó memórián múlik. Stemmer egyébként nagyon büszke volt jó memóriájára.
A tudományos antikvariátus nélkülözhetetlen velejárója szerinte a specializáció. Érdemesebb jobban belemerülni 1-1 érdekesebb vagy érdeklődésre számot tartó területbe a speciálisabb vevőközönség megragadása és megtartása végett. Ha a felek munkatársat látnak egymásban, akkor a szakmai kompetenciával járó bizalom is kiépül. Olyan jelentős műgyűjtőkkel is kapcsolatban volt, mint gróf Apponyi Sándor és Ernst Lajos.
Ugyan kereskedő volt, azonban fontosnak tartotta hogy az értéket képviselő anyagok olyan emberek kezébe és gyűjteményébe kerüljenek, akik értékelni is tudták azokat. Rossz szívvel emlékszik meg az I. világháborút követő időkről, amikor az emberek vagyonuk átmentése érdekében vásároltak ritkaságokat, valamint a külföldiek rendszerszerűen potom összegekért vettek meg nagy kincseket értékes valutájuknak köszönhetően, mellyel hozzájárultak az ország „kulturális elszegényedéséhez”.
Sokat foglalkoztatta a kérdés, hogy vajon nem összeférhetetlen-e az antikváriusi tevékenységgel hogy – ha vagyoni lehetőségei is engedik – a kereskedő a hozzá kerülő ritkaságokat saját gyűjteményébe illessze? Szakmai szempontból helytelenítette ha egy antikvárius rendszeres gyűjtővé válik a hozzá került anyagokból, mert így visszaél előnyös helyzetével és egyenlőtlen vetélytársává válik a gyűjtőkörének, elvonja tőlük a legbecsesebb árukat. Mindezek ellenére tisztában volt azzal, hogy ha valaki ezt a szakmát választja és folyamatosan gyűjtők veszik körül, ő maga is gyűjtővé válhat és pár szívéhez nőtt darab megtartása után gyűjteményépítésbe kezdhet. Stemmernek magának is volt gyűjteménye. Ő azt hozta fel mentségének, hogy munkájához szüksége volt szakkönyvtárára, valamint nem volt tudomása arról, hogy másvalaki is ugyanolyan témában gyűjtött volna, mint ő.

## Kötete
- Egy antikvárius visszaemlékezései; szerk., szöveggond. Takács Márta, bev. Benedek Marcell, utószó Szűcs Katalin; Szépirodalmi, Budapest, 1985 (Magyar századok)